# Wadelincourt, Ardennes

Wadelincourt este o comună în departamentul Ardennes din nordul Franței. În 1 ianuarie 2022 avea o populație de 447 de locuitori.